# Cherry Red Records
Cherry Red Records – brytyjska niezależna wytwórnia muzyczna, powstała w 1978 z inicjatywy Iaina McNaya.  
Cherry Red jest jedną z dziesięciu najlepszych brytyjskich wytwórni muzycznych według rankingu sprzedaży albumów magazynu Music Week z 2015 roku.